# Thaleischweiler-Fröschen (Verbandsgemeinde)
Thaleischweiler-Fröschen est une Verbandsgemeinde (collectivité territoriale) de l'arrondissement du Palatinat-Sud-Ouest dans la Rhénanie-Palatinat en Allemagne. Le siège de cette Verbandsgemeinde est dans la ville de Thaleischweiler-Fröschen.
La Verbandsgemeinde de Thaleischweiler-Fröschen consiste en cette liste d'Ortsgemeinden (municipalités locales) :

Localisation de la Verbandsgemeinde de Thaleischweiler-Fröschen dans l'arrondissement de Palatinat-Sud-Ouest

1. Höheischweiler
2. Höhfröschen
3. Maßweiler
4. Nünschweiler
5. Petersberg
6. Reifenberg
7. Rieschweiler-Mühlbach
8. Thaleischweiler-Fröschen